# 弘永七
弘 永七（ホン・ヨンチル、朝鮮語: 홍영칠）は、朝鮮民主主義人民共和国の軍人、政治家。朝鮮労働党中央委員会軍需工業部副部長、党中央委員会委員を務め、北朝鮮の核開発を主導している一人。朝鮮人民軍における軍事称号（階級）は中将。

## 経歴
出生地や生年月日は不明。2011年に雲山工具工場党書記に任命され、2013年に朝鮮労働党中央委員会軍需工業部副部長に任命され、2014年3月9日に実施された最高人民会議第13期代議員選挙で代議員に選出された。2014年頃から北朝鮮の核開発の核心人物として知られるようになり、2016年1月に実施された水爆実験を主導した。2017年4月11日に開催された最高人民会議第13期第5回会議に中将の階級章が付いた軍服を着て出席していたことが確認され、10月7日に開催された朝鮮労働党中央委員会第7期第2回総会で党中央委員会委員に補選された。
2019年3月10日に実施された最高人民会議第14期代議員選挙で代議員に再選された。

## 参考サイト
- 북한정보포털